# Masayuki Toyoshima
Masayuki Toyoshima (豊島 将之 Masayuki Toyoshima, 30 de abril de 1990) es un jugador profesional japonés de shōgi, de rango 9-dan. A noviembre de 2021 es un anterior poseedor de los títulos de Ryūō, Kisei, Meijin, Eiō y Ōi. 
Toyoshima, junto con Akira Inaba, Tetsurō Itodani y Akihiro Murata, es uno de los cuatro jóvenes jugadores profesionales de shōgi radicados en el área de Kansai que se conocen colectivamante como los Cuatro Grandes Jóvenes de Kansai (関西若手四天王 Kansai Wakate Shitennō).

### Infancia
Toyoshima nació en Ichinomiya, Aichi, el 30 de abril de 1990. Ingresó a la escuela de aprendices de la Asociación Japonesa de Shōgi con el rango de 6-kyū bajo la tutela del jugador profesional Kiyozumi Kiriyama. Alcanzó el estatus de jugador profesional y el rango de 4-dan el 1 de abril de 2007

### Carrera profesional
Toyoshima alcanzó su primera final en uno de los grandes títulos profesionales en el año 2010, cuando derrotó a Yasumitsu Satō para así ganar el derecho a retar al Ōshō reinante, Toshiaki Kubo. Kubo terminaría ganando la serie 4-2. Toyoshima tenía 20 años de edad al momento, lo que le convirtió en el retador más joven en la historia del torneo, rompiendo el récord impuesto por Hifumi Katō, quien tenía 22 años cuando disputó el título en 1961.
En julio de 2014, Toyoshima derrotó a Tadahisa Maruyama para ganar el derecho de retar a Yoshiharu Habu por el título de 62 Ōza. Habu ganaría la serie por 3-2. En abril de 2015, Toyoshima derrotó al entonces Meijin Amahiko Satō para así avanzar a la final del título 86 del torneo Kisei, que perdería contra Habu nuevamaente 3 juegos a 1.
Toyoshima obtuvo su primer torneo profesional al derrotar a Amahiko Satō por el torneo 37 de la Nihon Series JT el 23 de octubre de 2016, título que perdería el año siguiente ante Takayuki Yamasaki.
Dos días después de su derrota ante Yamazaki, Toyoshima derrotó a Kōichi Fukaura el 21 de noviembre de 2017, para así ganar el derecho a retar a Kubo una vez más por el título de Ōshō, serie que ganó Kubo 4 juegos a 2.
El 17 de julio de 2018, Toyoshima derrotó a Habu para así ganar el título de 89o. Kisei, su primera victoria en uno de los grandes títulos. Esta victoria significó la primera vez desde 1987 en que ningún jugador poseía más de uno de los grandes títulos. Toyoshima mismo traería el fin de este periodo al derrotar a Tatsuya Sugai para ganar el título de 59o. Ōi y así convertirse en campeón de dos coronas.
En 2019, Toyoshima obtuvo el derecho de retar Amahiko Satō por el título de 77o Meijin, título que obtuvo tras derrotar a Satō 4 juegos a 0.  Con esto, Toyoshima se convirtió en campeón de 3 coronas, y también se convirtió en el primer jugador profesional nacido en la Era Heisei en ganar el título de Meijin. Con este título, además, Toyoshima alcanzó los requerimientos necesarios para ser ascendido al grado de 9-dan, rango que obtuvo el mismo día.
Toyoshima perdió la corona de Kisei tras perder contra Akira Watanabe en julio de 2019.
Toyoshima defendió su título del Ōi contra Kazuki Kimura en el 60.º combate por el título del Ōi (7 de julio - 26 de septiembre de 2019). Toyoshima ganó los dos primeros juegos, pero perdió los dos siguientes. Toyoshima ganó la quinta partida y solo necesitaba una victoria más para defender su título, pero Kimura ganó las dos últimas partidas para ganar el torneo por 4 partidas a 3.
En septiembre de 2019, Toyoshima y Kimura volvieron a enfrentarse en el para ganarse el derecho a desafiar al Akihito Hirose por el 32º título de Ryūō. Toyoshima ganó el duelo por 2 partidas a 1 y se convirtió en retador del título del Ryūō por primera vez. En el encuentro por el título de octubre-diciembre contra Hirose, Toyoshima ganó las tres primeras partidas y acabó ganando el encuentro por 4 partidas a 1. La victoria no solo devolvió a Toyoshima a la condición de poseedor de dos coronas y le dio su primer título de Ryūō, sino que también le convirtió en el cuarto jugador profesional de shogi en ostentar los títulos de Ryūō y Meijin al mismo tiempo.
Toyoshima derrotó a Watanabe en la partida del campeonato del 27º Torneo Ginga el 24 de septiembre de 2019, para ganar el torneo por primera vez.
En junio-agosto de 2020, Toyoshima no pudo defender su título Meijin, perdiendo el partido por el título 78 Meijin contra Watanabe por 4 juegos a 2.
Toyoshima capturó el 5º título de Eiō el 21 de septiembre de 2020, cuando derrotó al defensor del título de Eiō, Takuya Nagase, por 4 juegos a 3. Los dos jugadores realmente necesitaron nueve juegos para determinar el partido al mejor de siete porque dos de los juegos terminaron en impasse.
Toyoshima y Nagase volvieron a enfrentarse en la final del 41.er Torneo Profesional Nihon Series JT en noviembre de 2020; Toyoshima derrotó a Nagase para ganar el torneo por segunda vez.
Toyoshima defendió con éxito su título de Ryūō en diciembre de 2020 al ganar el 33º encuentro por el título de Ryūō (octubre-diciembre de 2020) contra Habu por 4 juegos a 1.
En 2021, Toyoshima se enfrentó a Sōta Fujii en tres grandes partidas de título. Toyoshima desafió a Fujii por el título de Ōi de este último en junio de 2021, pero perdió el título de Ōi 4 partidas a 1. Aproximadamente al mismo tiempo, Toyoshima y Fujii también se enfrentaron por el título de 6º Eiō (julio-septiembre de 2021), con la victoria del retador Fujii por 3 partidas a 2. Toyoshima se enfrentó nuevamente a Fujii por el título de Ryūō, perdiendo el título por 4 partidas a cero.

### Cronología
- Septiembre de 1999: 6-kyū
- 1 de abril de 2007: 4-dan
- 8 de mayo de 2009: 5-dan
- 29 de noviembre de 2010: 6-dan
- 19 de abril de 2012: 7-dan
- 9 de marzo de 2017: 8-dan
- 17 de mayo de 2019: 9-dan